# Acacia craibii
Acacia craibii är en ärtväxtart som beskrevs av Ivan Christian Nielsen. Acacia craibii ingår i släktet akacior, och familjen ärtväxter. Inga underarter finns listade i Catalogue of Life.